# Joel Perosa
Joel Perosa (Quilombo, 22 de dezembro de 1970) é um ex-voleibolista indoor brasileiro, atuante na posição de Levantador, com vasta experiência em clubes nacionais e internacionais, que serviu a Seleção Brasileira na conquista da medalha de ouro na Copa América de 1999 nos Estados Unidos.Em clubes conquistou a medalha de ouro no Flanders Volley Gala de 1995 na Bélgica, do Torneio San Anthonis na Holanda e do Torneio Saarbrucken na Alemanha, ambas em 1997.Em 1998 foi campeão da Euromash e foi medalhista de bronze na Copa CEV 2004-05 na Espanha e de prata no Mundialito de Clubes de 2008 na Argentina.

## Carreira
Joel , filho de Navílio e Iracema Perosa, começou a jogar voleibol no Colégio Marechal Bormann, e tinha como professor e técnico o Benhur Sperotto.Em 1983 já competia nas categorias de base representando Chapecó, em 1984 foi incentivado pelo referido técnico a participar das peneiras do Frigorífico Chapecó E.C. e neste deu continuidade a sua trajetória em 1985 e foi descoberto pelo técnico Bebeto de Freitas em 1988 para atuar como Levantador, mas começou como Ponta e era reserva do também levantador Paulo Roese na temporada 1988-89.
Nas disputas de 1990-91 atuou como profissional no Frigorífico Chapecó, conquistou por este o título do Campeonato Catarinense de 1990 .Na temporada seguinte representou o Clube Curitibano,conquistando em 1992 o título do Campeonato Paranaense e da Copa Sul, alcançando o sétimo lugar na Liga Nacional 1991-921.Depois se transferiu para o Minas T.C. obteve o quinto lugar na Liga Nacional 1992-93 e na jornada 1993-94 defendeu as cores do Cocamar/PR  quando sagrou-se bicampeão paranaense em 1993 e obteve o sétimo lugar na Liga Nacional 1993-94, também alcançou o tricampeonato paranaense e o bicampeonato da Copa Sul em 1994.
No período esportivo 1994-95 defendeu o Report/Suzano  conquistando o título do Campeonato Paulista e dos Jogos Abertos do Interior em 1994, além do vice-campeonato na primeira edição da Superliga Brasileira A correspondente.Em 1995 conquistou ainda por esse clube a medalha de ouro no Flanders Gala na Bélgica.
Foi atleta do Palmeiras/Lousano no calendário esportivo 1995-96, iniciou como titular, mas depois foi reserva do Talmo Oliveira e por este encerrou na nona posição na correspondente Superliga Brasileira A.Na temporada 1996-97 é contratado pela Ulbra/Diadora sagrando-se campeão gaúcho e tricampeão da Copa Sul em 1996 e alcançou o sexto lugar na correspondente Superliga Brasileira A e renovou com este clube para a jornada seguinte e obteve o bicampeonato gaúcho em 1997, no mesmo ano sagrou-se- tetracampeão da Copa Sul, e  conquistou os títulos do Torneio San Anthonis na Holanda e do Torneio Saarbrucken na Alemanha, em ambos torneios foi escolhido o Melhor Jogador, além da primeira conquista do título nacional, ocorrido na Superliga Brasileira A 1997-98.
Renovou por mais uma temporada com Ulbra/Pepsi e alcançou em 1998 o título do  Euromash na França, o bicampeonato do Torneio Saarbrucken na Alemanha, tricampeonato gaúcho e o pentacampeonato da Copa Sul, e neste ano seu clube foi convidado para disputar também o Campeonato Carioca e esteve na campanha da conquista do vice-campeonato.E de forma consecutiva conquistou o bicampeonato da Superliga Brasileira A  1998-99 contribuindo com 4 pontos, 2 de ataques e 2 de bloqueios, pois, era reserva do levantador argentino Carlos Weber, com quem declarou ter aprendido liderança e acrescentou .
Em 1999 a Ulbra o dispensou para temporada seguinte e foi contratado  pelo Minas Tênis Clube, que estava celebrando o patrocínio com a Telemig Celular e neste período o levantador Maurício Lima estava sem clube e Ary Graça Filho,então  presidente da CBV-Confederação Brasileira de Voleibol, convenceu tal clube a contratar um levantador a altura dos atacantes Carlão e do Giba, fato que o chateou bastante e como não precisava assinar outro contrato pelo fato de também patrocinar outra equipe, ou seja, optou pela Telemig Celular/Unincor e disputou o Campeonato Carioca deste ano e sagrou-se campeão, foi eleito o Melhor Levantamento da competição e neste ano foi convocado para Seleção Brasileira pelo técnico Radamés Lattari , participou da conquista da medalha de ouro na Copa América, esta sediada em Tampa-Estados Unidos.
Pela equipe mineira alcançou a quinta posição da Superliga Brasileira A 1999-00.
Voltou  defender a Ulbra/RS na jornada 2000-01, alcançando em 2000 o título do Campeonato gaúcho e da Supercopa dos Campeões e foi vice-campeão da Superliga Brasileira A 2000-01, quando registrou 66 pontos, 16 de ataques, 27 de bloqueios e 23 de saques.Nas competições do período seguinte reforçou a equipe do Banespa conquistando o título estadual paulista em 2001  e no mesmo ano o título da Supercopa e mais uma vez foi vice-campeão da Superliga Brasileira A 2001-02, contribuindo com 29 pontos, 7 de ataques, 10 de bloqueios e 12 de saques.
Na temporada 2002-03 permaneceu no mesmo clube que utilizou a alcunha: Banespa/Mastercard. E por esse clube foi vice-campeão estadual paulista, tricampeão da Supercopa   e pela terceira vez consecutiva  participa das finais e  alcançou o quarto lugar na Superliga Brasileira A correspondente, registrando 42 pontos, 16 de ataques, 10 de bloqueios e 16 de saques.Renovou com a equipe que utilizou a alcunha Banespa/Mastercard/São Bernardo para o período esportivo 2003-04,sendo  semifinalista do Campeonato Paulista de 2003 e no mesmo ano foi bronze nos Jogos Abertos do Interior , estes realizados em Santos, e por este clubecompetiu na Superliga Brasileira A correspondente , alcançando o quinto lugar nesta edição contribuindo para esta campanha com15 pontos, 9 de ataques, 3 de bloqueios e 3 de saques.
Transferiu-se para o voleibol europeu na temporada 2004-05 e defendeu o Tourcoing LM, cujo técnico era o brasileiro  Marcelo Fronkowiack,   disputou as competições da temporada 2004-05, no Campeonato Frances avançou as semifinais e encerrou na quarta colocação, foi também vice-campeão da Copa da França   e medalhista de bronze da  Copa CEV 2004-05 em Mallorca-Espanha.Repatriado pelo Shopping ABC/Aramaçan competiu na temporada 2005-06 e alcançou a décima primeira posição, ou seja, penúltimo lugar na correspondente Superliga Brasileira A.
Novamente atuou fora do Brasil e desta vez foi atleta do S.C. Lisboa Benfica  encerrando na terceira posição na fase de classificação e vice-campeão da Copa de Portugal de 2006-07 e por mais uma temporada representou este clube português novamente em terceiro na fase de classificação.
Joel foi repatriado pela Cimed/Brasil Telecom conquistando em 2008 o título catarinense, dos Jogos Abertos de Santa Catarina e foi vice-campeão do Mundialito de Clubes disputado na Argentina e disputou por este a Superliga Brasileira A 2008-09 e obteve o tricampeonato nacional nesta edição.Na jornada 2009-10 atuou pelo Sky/Pinheiros alcançando o vice-campeonato da Copa São Paulo em 2009 e por este disputou a Superliga Brasileira A correspondente e conquistou o bronze nesta edição.
Retornou a Cimed em 2010 foi campeão catarinense e dos Jogos Abertos de Santa Catarina e disputou a Superliga Brasileira A  classificando-se em segundo lugar para os Playoffs e terminando quinto lugar após eliminação nas quartas de finais.
Voltou à cidade que iniciou profissionalmente e defendeu as cores do Aprov/Unoesc/Chapecó conquistando o bronze catarinense, o bronze nos Jogos Abertos de Santa  Catarina de 2011 e disputou a Liga nacional de 2011, encerrando em terceiro lugar na fase de classificação pelo Grupo VI.Permanecendo neste clube paras as jornadas 2012-13 , conquistando  o vice-campeão catarinense de 2012,e alcançou o título nos Jogos Abertos de Santa Catarina de 2012.Disputou a Liga Nacional de 2012 terminando com o vice-campeonato.
Em 2013 Aprov/Unoesc/Chapecó foi vice-campeão catarinense de 2013, também homenageado pela Câmara Municipal de Chapecó e conquistou o título da Supercopa Banco do Brasil Etapa Chapecó de 2013  e disputou a Superliga Brasileira B 2013, com a camisa#2, mas não se classificou para as finais; e foi neste mesmo ano que anunciou aposentadoria, aos 42 anos continuou no clube até fim da temporada e se programava para investir no setor Agropecuário.

## Títulos e Resultados
- Mundialito de Clubes: 1º lugar (2008) [1]
- Euromash: 1º lugar (1998) [1][5]
- Torneio San Anthonis: 1º lugar (1997) [1][5]
- Torneio Saarbrucken: 1º lugar (1997 e 1998)[1][5]
- Superliga Brasileira A: 1º Lugar (1997-98, 1998-99[1][5][6] e 2008-09[1][18]); 2º Lugar (1994-95, 2000-01"/>[1][6], 2001-02[1][5][6]; 3º lugar (2009-10)[1][20]   ;4º lugar (2002-03)[6], 5º Lugar (1999-00, 2003-04[6], 2010-11[22]),6º Lugar (1996-97) [6], 9º Lugar (1995-96)[6] e 11º lugar(2005-06) [6]
- Liga Nacional de Voleibol:5º Lugar(1992-93)[1] e 7º Lugar (1991-92[1] e 1993-94[5])
- Liga Nacional: 2º lugar (2012)[28]
- Supercopa Banco do Brasil -Etapa Chapecó: 1º lugar (2013)[1]
- Liga A Portuguesa: 5º lugar (2006-07 e 2007-08)
- Copa de Portugal 2º lugar (2006-07)[1][5]
- Copa da França:2º lugar (2004-05) [1][5][12]
- Liga A Francesa: 4º lugar(2004-05[12])
- Supercopa de Clubes Campeões: 1º lugar (2000[1][5], 2001[1][7], 2002[1][7])
- Copa Sul:1º lugar (1992[1], 1994[5], 1996[1], 1997[1][5],1998[1][5])
- Campeonato Paulista: 1º lugar (1994[1],2001[1][5], 2º lugar(2002[1][5]
- Campeonato Gaúcho:1º lugar (1996[1],1997[5], 1998[1][5],2000[1][5]
- Campeonato Paranaense:1º lugar (1992[1], 1993[1],   1994[5]
- Campeonato Catarinense:1º lugar (1990,2008 e 2010) [1],  2º lugar (2012[25] e 2013[29]) e 3º lugar (2011)
- Campeonato Carioca: 1º lugar (1999[1][5])
- Jasc:1º lugar (2008 , 2010[1] e 2012 [26]); 3º lugar (2011) [23]
- Jogos Abertos do Interior : 1º lugar (1994[1], 3º lugar (2003[10])
- Copa São Paulo :  1º lugar(2009[1])

## Premiações Individuais
- Melhor Levantador do Campeonato Carioca de 1999[1][5]
- MVP do Torneio San Anthonis de 1997[1][5]
- MVP do Torneio Saarbrucken de 1997[1][5]

## Ligações Externas
- Profile Joel Perosa (en)
- Perfil Joel Perosa (pt)